# 東京都保育所一覧
東京都保育所一覧（とうきょうとほいくしょいちらん）は、東京都の保育所の一覧。

## 公立保育所

### 特別区

#### 千代田区
- 千代田区立麹町保育園
- 千代田区立神田保育園
- 千代田区立西神田保育園
- 千代田区立飯田橋保育園
- 千代田区立四番町保育園

#### 中央区
- 中央区立桜川保育園
- 中央区立明石町保育園
- 中央区立築地保育園
- 中央区立八丁堀保育園
- 中央区立人形町保育園
- 中央区立日本橋保育園
- 中央区立浜町保育園
- 中央区立つくだ保育園
- 中央区立月島保育園
- 中央区立かちどき西保育園
- 中央区立勝どき保育園
- 中央区立晴海保育園

#### 港区
- 港区立麻布保育園
- 港区立白金保育園
- 港区立青山保育園
- 港区立こうなん保育園
- 港区立飯倉保育園
- 港区立南麻布保育園
- 港区立志田町保育園
- 港区立南青山保育園
- 港区立西麻布保育園
- 港区立芝保育園
- 港区立高輪保育園
- 港区立本村保育園
- 港区立赤坂保育園
- 港区立芝公園保育園
- 港区立台場保育園

#### 新宿区
- 新宿区立戸山第一保育園
- 新宿区立弁天町保育園
- 新宿区立大久保第一保育園
- 新宿区立高田馬場第一保育園
- 新宿区立下落合保育園
- 新宿区立三栄町保育園
- 新宿区立中井保育園
- 新宿区立東五軒町保育園
- 新宿区立北新宿第一保育園
- 新宿区立長延保育園
- 新宿区立西新宿保育園
- 新宿区大久保第二保育園
- 新宿区立富久町保育園
- 新宿区立中落合第一保育園
- 新宿区立西早稲田保育園
- 新宿区立信濃町保育園
- 新宿区立高田馬場第二保育園
- 新宿区立戸山第二保育園
- 新宿区立早稲田南町保育園
- 新宿区立西落合保育園
- 新宿区立戸山第三保育園
- 新宿区立百人町保育園
- 新宿区立新宿第二保育園
- 新宿区立中落合第二保育園
- 新宿区立四谷保育園
- 新宿区立北新宿第二保育園
- 新宿区立中町保育園

#### 文京区
- 文京区立藍染保育園
- 文京区立久堅保育園
- 文京区立青柳保育園
- 文京区立さしがや保育園
- 文京区立駒込保育園
- 文京区立こひなた保育園
- 文京区立本郷保育園
- 文京区立大塚保育園
- 文京区立しおみ保育園
- 文京区立千石保育園
- 文京区立向丘保育園
- 文京区立水道保育園
- 文京区立本駒込保育園
- 文京区立本駒込南保育園
- 文京区立千石西保育園
- 文京区立本駒込西保育園
- 文京区立目白台保育園
- 文京区立かごまち保育園
- 文京区立根津保育園
- 文京区立柳町保育園
- 文京区立お茶の水女子大学こども園

#### 台東区
- 台東区立坂本保育園
- 台東区立玉姫保育園
- 台東区立谷中保育園
- 台東区立千束保育園
- 台東区立橋場保育園
- 台東区立浅草橋保育園
- 台東区立台東保育園
- 台東区立三筋保育園
- 台東区立待乳保育園
- 台東区立東上野保育園
- 台東区立松が谷保育園
- 台東区立寿保育園
- 台東区立東上野乳児保育園

#### 墨田区
- 墨田区江東橋保育園
- 墨田区横川橋保育園
- 墨田区中川保育園
- 墨田区花園保育園
- 墨田区押上保育園
- 墨田区福神橋保育園
- 墨田区文花保育園
- 墨田区あおやぎ保育園
- 墨田区たちばな保育園
- 墨田区すみだ保育園
- 墨田区八広保育園
- 墨田区東駒形保育園
- 墨田区亀沢保育園
- 墨田区ひきふね保育園
- 墨田区東あずま保育園
- 墨田区おむらい保育園
- 墨田区太平保育園
- 墨田区きんし保育園
- 墨田区鐘ケ淵北保育園
- 墨田区梅若保育園
- 墨田区立川保育園
- 墨田区中川南保育園
- 墨田区長浦保育園
- 墨田区寺島保育園
- 墨田区水神保育園
- 墨田区しらひげ保育園
- 墨田区横川さくら保育園

#### 江東区
- 江東区森下保育園
- 江東区白河かもめ保育園
- 江東区白河保育園
- 江東区深川一丁目保育園
- 江東区古石場保育園
- 江東区塩浜保育園
- 江東区塩崎保育園
- 江東区豊洲保育園
- 江東区東雲保育園
- 江東区東雲第二保育園
- 江東区辰巳第二保育園
- 江東区辰巳第三保育園
- 江東区潮見保育園
- 江東区猿江保育園
- 江東区毛利保育園
- 江東区東陽保育園
- 江東区亀戸保育園
- 江東区亀戸第二保育園
- 江東区亀戸第三保育園
- 江東区亀戸第四保育園
- 江東区わかば保育園
- 江東区大島保育園
- 江東区大島第二保育園
- 江東区大島第三保育園
- 江東区大島第四保育園
- 江東区大島第五保育園
- 江東区北砂保育園
- 江東区小名木川保育園
- 江東区小名木川第二保育園
- 江東区亀高保育園
- 江東区亀高第二保育園
- 江東区東砂保育園
- 江東区東砂第二保育園
- 江東区東砂第三保育園
- 江東区東砂第四保育園
- 江東区南砂第一保育園
- 江東区南砂第二保育園
- 江東区南砂第三保育園
- 江東区南砂第四保育園
- 江東区南砂第五保育園
- 江東区城東保育園

#### 品川区
- 品川区立品川保育園
- 品川区立大井保育園
- 品川区立荏原保育園
- 品川区立ゆたか保育園
- 品川区立三ツ木保育園
- 品川区立西大井保育園
- 品川区立中延保育園
- 品川区立北品川保育園
- 品川区立西中延保育園
- 品川区立西品川保育園
- 品川区立東大井保育園
- 品川区立一本橋保育園
- 品川区立西五反田保育園
- 品川区立清水台保育園
- 品川区立東中延保育園
- 品川区立滝王子保育園
- 品川区立二葉保育園
- 品川区立東五反田保育園
- 品川区立南ゆたか保育園
- 品川区立南大井保育園
- 品川区立八ツ山保育園
- 品川区立東品川保育園
- 品川区立源氏前保育園
- 品川区立旗の台保育園
- 品川区立小山台保育園
- 品川区立中原保育園
- 品川区立大崎保育園
- 品川区立冨士見台保育園
- 品川区立大井倉田保育園
- 品川区立荏原西保育園
- 品川区立五反田保育園
- 品川区立伊藤保育園
- 品川区立水神保育園
- 品川区立平塚保育園
- 品川区立八潮北保育園
- 品川区立八潮西保育園
- 品川区立八潮南保育園
- 品川区立二葉つぼみ保育園
- 品川区立台場保育園

#### 目黒区
- 目黒区立駒場保育園
- 目黒区立菅刈保育園
- 目黒区立東山保育園
- 目黒区立第二上目黒保育園
- 目黒区立上目黒保育園
- 目黒区立中目黒保育園
- 目黒区立第二田道保育園
- 目黒区立田道保育園
- 目黒区立不動保育園
- 目黒区立中町保育園
- 目黒区立祐天寺保育園
- 目黒区立中央町保育園
- 目黒区立目黒本町保育園
- 目黒区立原町保育園
- 目黒区立南保育園
- 目黒区立第二ひもんや保育園
- 目黒区立ひもんや保育園
- 目黒区立第三ひもんや保育園
- 目黒区立鷹番保育園
- 目黒区立大岡山保育園
- 目黒区立八雲保育園

#### 大田区
- 大田区立森が崎保育園
- 大田区立大森南保育園
- 大田区立美原保育園
- 大田区立大森東一丁目保育園
- 大田区立大森西保育園
- 大田区立大森西第二保育園
- 大田区立富士見橋保育園
- 大田区立大森北保育園
- 大田区立大森北六丁目保育園
- 大田区立馬込保育園
- 大田区立南馬込第二保育園
- 大田区立南馬込保育園
- 大田区立池上保育園
- 大田区立池上第二保育園
- 大田区立池上第三保育園
- 大田区立山王保育園
- 大田区立入新井保育園
- 大田区立新井宿保育園
- 大田区立中央八丁目保育園
- 大田区立田園調布保育園
- 大田区立北嶺町保育園
- 大田区立わかば保育園
- 大田区立田園調布二丁目保育園
- 大田区立多摩堤保育園
- 大田区立鵜の木保育園
- 大田区立久が原保育園
- 大田区立千鳥保育園
- 大田区立小池保育園
- 大田区立雪谷保育園
- 大田区立仲池上保育園
- 大田区立上池台保育園
- 大田区立千束保育園
- 大田区立西糀谷保育園
- 大田区立北糀谷保育園
- 大田区立東糀谷保育園
- 大田区立西糀谷一丁目保育園
- 大田区立糀谷保育園
- 大田区立浜竹保育園
- 大田区立羽田保育園
- 大田区立本羽田保育園
- 大田区立弁天橋保育園
- 大田区立萩中保育園
- 大田区立いずも保育園
- 大田区立南六郷保育園
- 大田区立六郷保育園
- 大田区立仲六郷保育園
- 大田区立高畑保育園
- 大田区立東六郷保育園
- 大田区立志茂田保育園
- 大田区立みどり保育園
- 大田区立矢口第二保育園
- 大田区立下丸子保育園
- 大田区立西蒲田保育園
- 大田区立相生保育園
- 大田区立矢口保育園
- 大田区立新蒲田保育園
- 大田区立多摩川保育園
- 大田区立東蒲田保育園
- 大田区立蒲田本町保育園
- 大田区立本蒲田保育園

#### 世田谷区
- 世田谷区立池尻保育園
- 世田谷区立三宿保育園
- 世田谷区立太子堂保育園
- 世田谷区立三軒茶屋保育園
- 世田谷区立世田谷保育園
- 世田谷区立桜保育園
- 世田谷区立東弦巻保育園
- 世田谷区立弦巻保育園
- 世田谷区立西弦巻保育園
- 世田谷区立代田保育園
- 世田谷区立豪徳寺保育園
- 世田谷区立南桜丘保育園
- 世田谷区立わかくさ保育園
- 世田谷区立梅丘保育園
- 世田谷区立下北沢保育園
- 世田谷区立大原保育園
- 世田谷区立若竹保育園
- 世田谷区立松原北保育園
- 世田谷区立松原保育園
- 世田谷区立赤堤保育園
- 世田谷区立松沢保育園
- 世田谷区立上北沢保育園
- 世田谷区立下馬保育園
- 世田谷区立駒沢保育園
- 世田谷区立上馬保育園
- 世田谷区立南奥沢保育園
- 世田谷区立奥沢保育園
- 世田谷区立奥沢西保育園
- 世田谷区立等々力保育園
- 世田谷区立中町保育園
- 世田谷区立玉川保育園
- 世田谷区立上用賀保育園
- 世田谷区立ふじみ保育園
- 世田谷区立用賀保育園
- 世田谷区立新町保育園
- 世田谷区立上祖師谷保育園
- 世田谷区立上祖師谷南保育園
- 世田谷区立深沢保育園
- 世田谷区立砧保育園
- 世田谷区立船橋東保育園
- 世田谷区立希望丘保育園
- 世田谷区立船橋西保育園
- 世田谷区立南八幡山保育園
- 世田谷区立八幡山保育園
- 世田谷区立給田保育園
- 世田谷区立芦花保育園
- 世田谷区立烏山保育園
- 世田谷区立烏山北保育園
- 世田谷区立西之谷保育園
- 世田谷区立小梅保育園
- 世田谷区立喜多見保育園
- 世田谷区立南大蔵保育園
- 世田谷区立大蔵保育園

#### 渋谷区
- 渋谷区立渋谷保育園
- 渋谷区立幡ケ谷保育園
- 渋谷区立恵比寿保育園
- 渋谷区立富ケ谷保育園
- 渋谷区立新橋保育園
- 渋谷区立神宮前保育園
- 渋谷区立代官山保育園
- 渋谷区立笹塚保育園
- 渋谷区立大向保育園
- 渋谷区立幡ケ谷第二保育園
- 渋谷区立西原保育園
- 渋谷区立上原保育園
- 渋谷区立氷川保育園
- 渋谷区立初台保育園
- 渋谷区立本町第二保育園
- 渋谷区立代々木保育園
- 渋谷区立幡ケ谷第三保育園
- 渋谷区立広尾保育園
- 渋谷区立千駄ケ谷保育園
- 渋谷区立本町第三保育園
- 渋谷区立笹塚第二保育園
- 渋谷区立元代々木保育園
- 渋谷区立桜丘保育園
- 渋谷区立美竹の丘保育園

#### 中野区
- 中野区沼袋保育園
- 中野区中野保育園
- 中野区宮園保育園
- 中野区大和保育園
- 中野区白鷺保育園
- 中野区本郷保育園
- 中野区橋場保育園
- 中野区本町保育園
- 中野区昭和保育園
- 中野区松が丘保育園
- 中野区あさひ保育園
- 中野区南台保育園
- 中野区野方保育園
- 中野区南江古田保育園
- 中野区鍋横保育園
- 中野区丸山保育園
- 中野区新井保育園
- 中野区住吉保育園
- 中野区仲町保育園
- 中野区桃が丘保育園
- 中野区沼袋西保育園
- 中野区弥生保育園
- 中野区西鷺宮保育園
- 中野区大和東保育園
- 中野区宮の台保育園
- 中野区江原保育園
- 中野区もみじやま保育園
- 中野区打越保育園
- 中野区東中野保育園

#### 杉並区
- 杉並区立杉並保育園
- 杉並区立堀ノ内保育園
- 杉並区立井荻保育園
- 杉並区立上高井戸保育園
- 杉並区立中瀬保育園
- 杉並区立下高井戸保育園
- 杉並区立高井戸保育園
- 杉並区立西田保育園
- 杉並区立大宮前保育園
- 杉並区立馬橋保育園
- 杉並区立荻窪保育園
- 杉並区立四宮保育園
- 杉並区立高円寺北保育園
- 杉並区立天沼保育園
- 杉並区立和泉保育園
- 杉並区立阿佐谷南保育園
- 杉並区立大宮保育園
- 杉並区立高円寺南保育園
- 杉並区立上井草保育園
- 杉並区立成田保育園
- 杉並区立本天沼保育園
- 杉並区立宮前保育園
- 杉並区立堀ノ内東保育園
- 杉並区立久我山東保育園
- 杉並区立荻窪南保育園
- 杉並区立西荻北保育園
- 杉並区立高井戸東保育園
- 杉並区立阿佐谷東保育園
- 杉並区立上荻保育園
- 杉並区立井草保育園
- 杉並区立松ノ木保育園
- 杉並区立荻窪北保育園
- 杉並区立阿佐谷北保育園
- 杉並区立松庵保育園
- 杉並区立永福南保育園
- 杉並区立善福寺保育園
- 杉並区立久我山保育園
- 杉並区立和田保育園
- 杉並区立永福北保育園
- 杉並区立浜田山保育園
- 杉並区立高円寺東保育園
- 杉並区立今川保育園
- 杉並区立下井草保育園
- 杉並区立荻窪東保育園

#### 豊島区
- 豊島区立駒込第一保育園
- 豊島区立駒込第二保育園
- 豊島区立駒込第三保育園
- 豊島区立巣鴨第一保育園
- 豊島区立西巣鴨第二保育園
- 豊島区立西巣鴨第三保育園
- 豊島区立南大塚保育園
- 豊島区立東池袋第一保育園
- 豊島区立東池袋第二保育園
- 豊島区立西池袋第一保育園
- 豊島区立西池袋第二保育園
- 豊島区立池袋第一保育園
- 豊島区立池袋第二保育園
- 豊島区立池袋第三保育園
- 豊島区立池袋第五保育園
- 豊島区立池袋本町保育園
- 豊島区立雑司が谷保育園
- 豊島区立高南保育園
- 豊島区立目白第一保育園
- 豊島区立目白第二保育園
- 豊島区立南長崎第一保育園
- 豊島区立南長崎第二保育園
- 豊島区立長崎保育園
- 豊島区立千早第一保育園
- 豊島区立要町保育園
- 豊島区立高松第一保育園
- 豊島区立高松第二保育園

#### 北区
- 北区立王子保育園
- 北区立赤羽保育園
- 北区立滝野川保育園
- 北区立王子本町保育園
- 北区立桐ケ丘保育園
- 北区立浮間保育園
- 北区立赤羽台保育園
- 北区立西ケ原保育園
- 北区立上十条保育園
- 北区立志茂保育園
- 北区立田端保育園
- 北区立栄町保育園
- 北区立東十条保育園
- 北区立赤羽西保育園
- 北区立赤羽北保育園
- 北区立豊島保育園
- 北区立王子北保育園
- 北区立滝野川北保育園
- 北区立中里保育園
- 北区立桐ケ丘南保育園
- 北区立滝野川西保育園
- 北区立豊島東保育園
- 北区立豊島北保育園
- 北区立西ケ原東保育園
- 北区立東十条東保育園
- 北区立西が丘保育園
- 北区立堀船南保育園
- 北区立桜田保育園
- 北区立岩淵保育園
- 北区立桜田北保育園
- 北区立袋保育園
- 北区立浮間東保育園
- 北区立志茂南保育園
- 北区立東田端保育園
- 北区立志茂北保育園
- 北区立上十条南保育園

#### 荒川区
- 荒川区立三河島保育園
- 荒川区立東尾久保育園
- 荒川区立町屋保育園
- 荒川区立南千住保育園
- 荒川区立東日暮里保育園
- 荒川区立西尾久保育園
- 荒川区立第二南千住保育園
- 荒川区立荒川保育園
- 荒川区立西日暮里保育園
- 荒川区立第二東日暮里保育園
- 荒川区立熊野前保育園
- 荒川区立原保育園
- 荒川区立荒川さつき保育園
- 荒川区立西尾久みどり保育園
- 荒川区立ひぐらし保育園
- 荒川区立上尾久保育園
- 荒川区立南千住さくら保育園
- 荒川区立汐入とちのき保育園
- 荒川区立小台橋保育園
- 荒川区立はなみずき保育園

#### 板橋区
- 板橋区立板橋保育園
- 板橋区立弥生保育園
- 板橋区立志村橋保育園
- 板橋区立大山西町保育園
- 板橋区立仲宿保育園
- 板橋区立志村坂下保育園
- 板橋区立赤塚保育園
- 板橋区立向台保育園
- 板橋区立大谷口保育園
- 板橋区立小桜保育園
- 板橋区立加賀保育園
- 板橋区立みなみ保育園
- 板橋区立ときわ台保育園
- 板橋区立しらさぎ保育園
- 板橋区立中板橋保育園
- 板橋区立蓮根保育園
- 板橋区立あさひが丘保育園
- 板橋区立東新保育園
- 板橋区立若木保育園
- 板橋区立新河岸保育園
- 板橋区立南前野保育園
- 板橋区立紅梅保育園
- 板橋区立高島平つくし保育園
- 板橋区立高島平すみれ保育園
- 板橋区立高島平けやき保育園
- 板橋区立栄町保育園
- 板橋区立高島平つぼみ保育園
- 板橋区立高島平もみじ保育園
- 板橋区立高島平さつき保育園
- 板橋区立高島平かえで保育園
- 板橋区立西台保育園
- 板橋区立高島平あやめ保育園
- 板橋区立かないくぼ保育園
- 板橋区立さいわい保育園
- 板橋区立赤塚新町保育園
- 板橋区立高島平つつじ保育園
- 板橋区立高島平くるみ保育園
- 板橋区立向原保育園
- 板橋区立相生保育園
- 板橋区立坂下三丁目保育園
- 板橋区立上板橋保育園
- 板橋区立緑が丘保育園
- 板橋区立西前野保育園
- 板橋区立さかうえ保育園
- 板橋区立ゆりの木保育園
- 板橋区立にりんそう保育園
- 板橋区立こぶし保育園

#### 練馬区
- 練馬区立豊玉保育園
- 練馬区立豊玉第二保育園
- 練馬区立北町保育園
- 練馬区立石神井町さくら保育園
- 練馬区立東大泉保育園
- 練馬区立関町保育園
- 練馬区立平和台保育園
- 練馬区立春日町保育園
- 練馬区立上石神井保育園
- 練馬区立桜台保育園
- 練馬区立谷原保育園
- 練馬区立田柄保育園
- 練馬区立上石神井第二保育園
- 練馬区立南田中保育園
- 練馬区立春日町第二保育園
- 練馬区立貫井保育園
- 練馬区立南田中第二保育園
- 練馬区立氷川台保育園
- 練馬区立上石神井第三保育園
- 練馬区立関町第二保育園
- 練馬区立高野台保育園
- 練馬区立豊玉第三保育園
- 練馬区立旭町保育園
- 練馬区立栄町保育園
- 練馬区立田柄第二保育園
- 練馬区立南大泉保育園
- 練馬区立北大泉保育園
- 練馬区立練馬保育園
- 練馬区立光が丘保育園
- 練馬区立土支田保育園
- 練馬区立北町第二保育園
- 練馬区立向山保育園
- 練馬区立東大泉第二保育園
- 練馬区立石神井台保育園
- 練馬区立西大泉保育園
- 練馬区立高松保育園
- 練馬区立桜台第二保育園
- 練馬区立春日町第三保育園
- 練馬区立下石神井第三保育園
- 練馬区立富士見台こぶし保育園
- 練馬区立豊玉第四保育園
- 練馬区立氷川台第二保育園
- 練馬区立大泉学園保育園
- 練馬区立関町第三保育園
- 練馬区立石神井台第二保育園
- 練馬区立旭町第二保育園
- 練馬区立光が丘第二保育園
- 練馬区立光が丘第三保育園
- 練馬区立光が丘第四保育園
- 練馬区立光が丘第五保育園
- 練馬区立光が丘第六保育園
- 練馬区立貫井第二保育園
- 練馬区立早宮保育園
- 練馬区立光が丘第七保育園
- 練馬区立石神井町つつじ保育園
- 練馬区立光が丘第八保育園
- 練馬区立光が丘第九保育園
- 練馬区立光が丘第十保育園
- 練馬区立光が丘第十一保育園
- 練馬区立東大泉第三保育園

#### 足立区
- 足立区立本木保育園
- 足立区立千住保育園
- 足立区立五反野保育園
- 足立区立日ノ出町保育園
- 足立区立上沼田保育園
- 足立区立緑町保育園
- 足立区立西新井保育園
- 足立区立興本保育園
- 足立区立青井保育園
- 足立区立第二上沼田保育園
- 足立区立神明町保育園
- 足立区立東谷中保育園
- 足立区立竹の塚保育園
- 足立区立島根あおば保育園
- 足立区立花畑保育園
- 足立区立中部保育園
- 足立区立新田わかば保育園
- 足立区立東栗原保育園
- 足立区立北保木間保育園
- 足立区立中央本町保育園
- 足立区立南保木間保育園
- 足立区立伊興保育園
- 足立区立東綾瀬保育園
- 足立区立竹の塚北保育園
- 足立区立第二本木保育園
- 足立区立第三上沼田保育園
- 足立区立谷在家保育園
- 足立区立梅田保育園
- 足立区立栗原保育園
- 足立区立宮城保育園
- 足立区立六木保育園
- 足立区立辰沼保育園
- 足立区立元町保育園
- 足立区立弘道保育園
- 足立区立千住あずま保育園
- 足立区立東花畑保育園
- 足立区立鹿浜保育園
- 足立区立沼田保育園
- 足立区立西保木間保育園
- 足立区立中島根保育園
- 足立区立平野保育園
- 足立区立花畑桑袋保育園
- 足立区立保木間保育園
- 足立区立本木東保育園
- 足立区立西新井本町保育園
- 足立区立いりや第一保育園
- 足立区立いりや第二保育園
- 足立区立大谷田第一保育園
- 足立区立大谷田第二保育園
- 足立区立水神橋保育園
- 足立区立すわぎ保育園
- 足立区立西綾瀬保育園
- 足立区立加賀保育園
- 足立区立第二日ノ出町保育園
- 足立区立伊興大境保育園
- 足立区立東保木間保育園
- 足立区立やよい保育園
- 足立区立あやせ保育園
- 足立区立さつき保育園
- 足立区立せきや保育園

#### 葛飾区
- 葛飾区本田保育園
- 葛飾区小松保育園
- 葛飾区白鷺保育園
- 葛飾区双葉保育園
- 葛飾区青戸保育園
- 葛飾区上平井保育園
- 葛飾区南高砂保育園
- 葛飾区亀が岡保育園
- 葛飾区四つ木保育園
- 葛飾区小合保育園
- 葛飾区木根川保育園
- 葛飾区東立石保育園
- 葛飾区半田保育園
- 葛飾区西亀有保育園
- 葛飾区東新小岩保育園
- 葛飾区南堀切保育園
- 葛飾区小菅保育園
- 葛飾区宝保育園
- 葛飾区東高砂保育園
- 葛飾区新小岩保育園
- 葛飾区住吉保育園
- 葛飾区梅田保育園
- 葛飾区白鳥保育園
- 葛飾区渋江保育園
- 葛飾区細田保育園
- 葛飾区二上保育園
- 葛飾区南奥戸保育園
- 葛飾区南新宿保育園
- 葛飾区新水元保育園
- 葛飾区南鎌倉保育園
- 葛飾区幸田保育園
- 葛飾区堀切保育園
- 葛飾区道上保育園
- 葛飾区小菅東保育園
- 葛飾区会野保育園
- 葛飾区西新小岩保育園
- 葛飾区東堀切保育園
- 葛飾区花の木保育園
- 葛飾区中青戸保育園
- 葛飾区東半田保育園
- 葛飾区たつみ保育園
- 葛飾区南白鳥保育園
- 葛飾区立石駅前保育園
- 葛飾区小谷野しょうぶ保育園

#### 江戸川区
- 江戸川区松江保育園
- 江戸川区平井保育園
- 江戸川区小岩保育園
- 江戸川区東篠崎保育園
- 江戸川区葛西保育園
- 江戸川区松島保育園
- 江戸川区今井保育園
- 江戸川区船堀保育園
- 江戸川区江戸川二丁目保育園
- 江戸川区大杉保育園
- 江戸川区南小岩保育園
- 江戸川区南松島保育園
- 江戸川区南平井保育園
- 江戸川区東篠崎第二保育園
- 江戸川区一之江第一保育園
- 江戸川区葛西第二保育園
- 江戸川区西小岩保育園
- 江戸川区鹿骨二丁目保育園
- 江戸川区宇喜田保育園
- 江戸川区西平井保育園
- 江戸川区小島保育園
- 江戸川区南篠崎保育園
- 江戸川区船堀第二保育園
- 江戸川区東小岩保育園
- 江戸川区春江保育園
- 江戸川区新田保育園
- 江戸川区堀江保育園
- 江戸川区松本保育園
- 江戸川区松江第二保育園
- 江戸川区春江第二保育園
- 江戸川区宇喜田第二保育園
- 江戸川区堀江第二保育園
- 江戸川区西小岩第二保育園
- 江戸川区平井第二保育園
- 江戸川区西葛西保育園
- 江戸川区北小岩保育園
- 江戸川区船堀第三保育園
- 江戸川区新田第二保育園
- 江戸川区堀江第三保育園
- 江戸川区南篠崎第二保育園
- 江戸川区東葛西保育園
- 江戸川区清新第一保育園
- 江戸川区清新第二保育園
- 江戸川区清新第三保育園
- 江戸川区清新第四保育園
- 江戸川区南葛西保育園
- 江戸川区臨海第一保育園
- 江戸川区小松川第一保育園
- 江戸川区臨海第二保育園
- 江戸川区小松川第二保育園
- 江戸川区南篠崎第三保育園
- 江戸川区北葛西保育園

### 多摩地区

#### 狛江市
- 狛江市立駒井保育園[1]
- 狛江市立駄倉保育園
- 狛江市立藤塚保育園
- 狛江市立三島保育園

#### 西東京市
- 田無保育園（公設民営）
- そよかぜ保育園（公設民営）
- 向台保育園
- 西原保育園
- みどり保育園（公設民営）
- 芝久保保育園（公設民営）
- けやき保育園
- ひばりが丘保育園
- はこべら保育園
- ひがしふしみ保育園（公設民営）
- こまどり保育園
- ほうやちょう保育園（公設民営）
- すみよし保育園
- なかまち保育園
- ひがし保育園
- しもほうや保育園（公設民営）
- やぎさわ保育園

## 私立保育所

### 特別区

#### 港区
イートンハウス日本語保育室

#### 品川区
- 大井町のぞみ保育園
- あいのもり保育園

### 多摩地区

#### 西東京市
- サムエル保育園
- 田無北原保育園
- きたしば保育園
- 柳橋保育園
- 和泉保育園
- アスクたなし保育園
- レイモンド田無保育園
- Nicot田無
- サムエル保育園分園
- グローバルキッズ柳沢園
- 谷戸のびのび保育園
- アスクたなし南町保育園
- 田無ひまわり保育園
- 武蔵野どろんこ保育園

#### 檜原村
- ひのはら保育園